# Merosargus robustus
Merosargus robustus är en tvåvingeart som beskrevs av Mcfadden 1971. Merosargus robustus ingår i släktet Merosargus och familjen vapenflugor. Inga underarter finns listade i Catalogue of Life.